# O Homem Bomba
"O homem bomba " é o centésimo nonagésimo episódio da série A Grande Família e o décimo quarto da sexta temporada.

## Sinopse
Lineu entra de rompante no escritório do chefe, Mendonça, querendo saber porque é que ele não recebeu a gratificação que Mendonça lhe prometera, tendo esta ido parar às mãos de outra funcionária, Marlene. Contudo, Lineu vê que o chefe está usando um samba-canção, e percebe que ele e Marlene têm um caso.

## Audiência
O episódio marcou 44 pontos, mantendo a excelente média do episódio anterior, "O Fugitivo". A média foi a segunda melhor nesse período, perdendo apenas para a média semanal da então novela das oito, Belíssima.